# Poredni zajček
Poredni zajček je literarni lik v istoimenski pravljici, ki jo je napisala slovenska pisateljica Branka Jurca. Zgodbo je ilustrirala Lidija Osterc.

## Vsebina
Nekega prvega pomladnega dne sta sonce in zelena trata zvabila Tinko iz hiše. Odšla je proti gozdu, kjer pa je sredi trate obstala, saj je vanjo gledal zajček. Zajček se ni prav nič bal in s Tinko sta se kmalu spoprijateljila. Skupaj sta tekala, se prekopicevala, se lovila in skrivala za grmovjem in drevesi, skupaj sta se celo umivala, jedla in spala. Dnevi so bežali in bližal se je dan, ko bo moral zajček skrbeti za družino in se ne bosta mogla več videti in se igrati skupaj. Nekega dne se je Tinka razjezila in zacepetala z nogami. Ko jo je mama vprašala zakaj cepeta, je Tinka obtožila zajčka, s katerim se je tako rada igrala. Čez nekaj dni sta se z zajčkom znova spoprijateljila, tekala sta okrog, se lovila in skrivala. Nekega jutra je Tinka pila belo kavo in jedla kruh z maslom. Bingljala je z nogami in se presedala, kava pa je pljusknila čez rob skodelice. Potem so se odprla vrata in vstopil je bratec. Zagledal je veliko lužo kave na tleh in jo okregal, Tinka pa je spet obtožila porednega zajčka. Prijateljstva z zajčkom tudi to ni skalilo, spet sta se lovila, skrivala in prekopicevala. Nekega popoldneva si je Tinka zaželela žogo tako močno, da jo je vzela otrokom in jo skrila v grmovje. Otroci so spraševali Tinko, kje je žoga, Tinka pa je še tretjič obtožila porednega zajčka. Poiskala je zajčka in zahtevala, da otrokom vrne žogo. Zajček seveda ni ničesar vedel o žogi, ker je ni skril. Okregal je Tinko in ji povedal, da prijatelji ne lažejo. Povedal ji je tudi, da so doma dobili zajčke, da ni več časa za igro in da se ne bosta več videla. Zajček je odskakljal, Tinka pa ga je zaman klicala. Nato se je obrnila in odšla po žogo ter jo vrnila otrokom. Od tistega dne se ni več izgovarjala na porednega zajčka.

## Literarne okoliščine
- Kraj in čas dogajanja: prvi pomladni dan na trati
- Glavni liki: zajček in deklica Tinka